# Flügel-Spindelstrauch

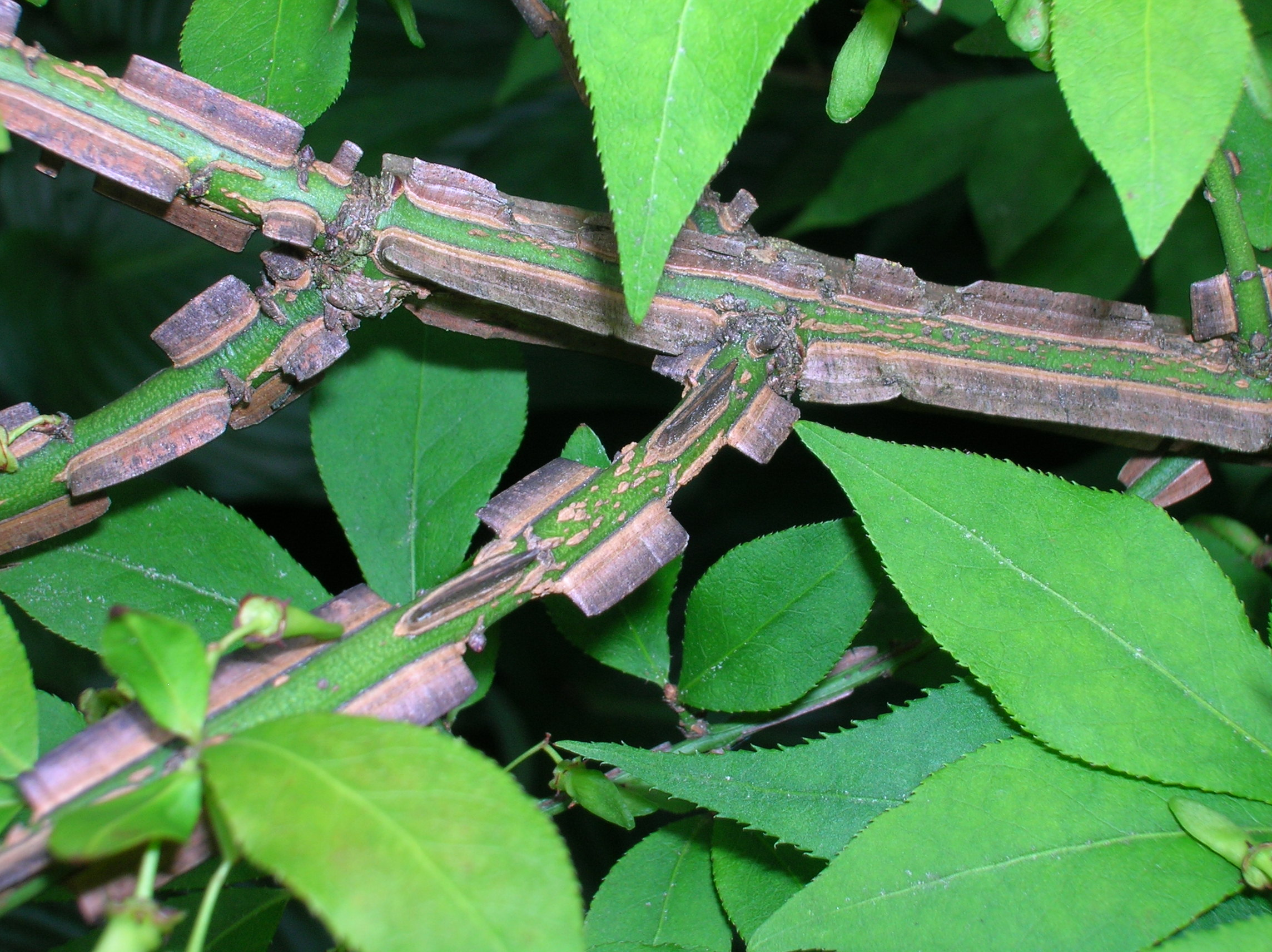
Auffällige Korkleisten

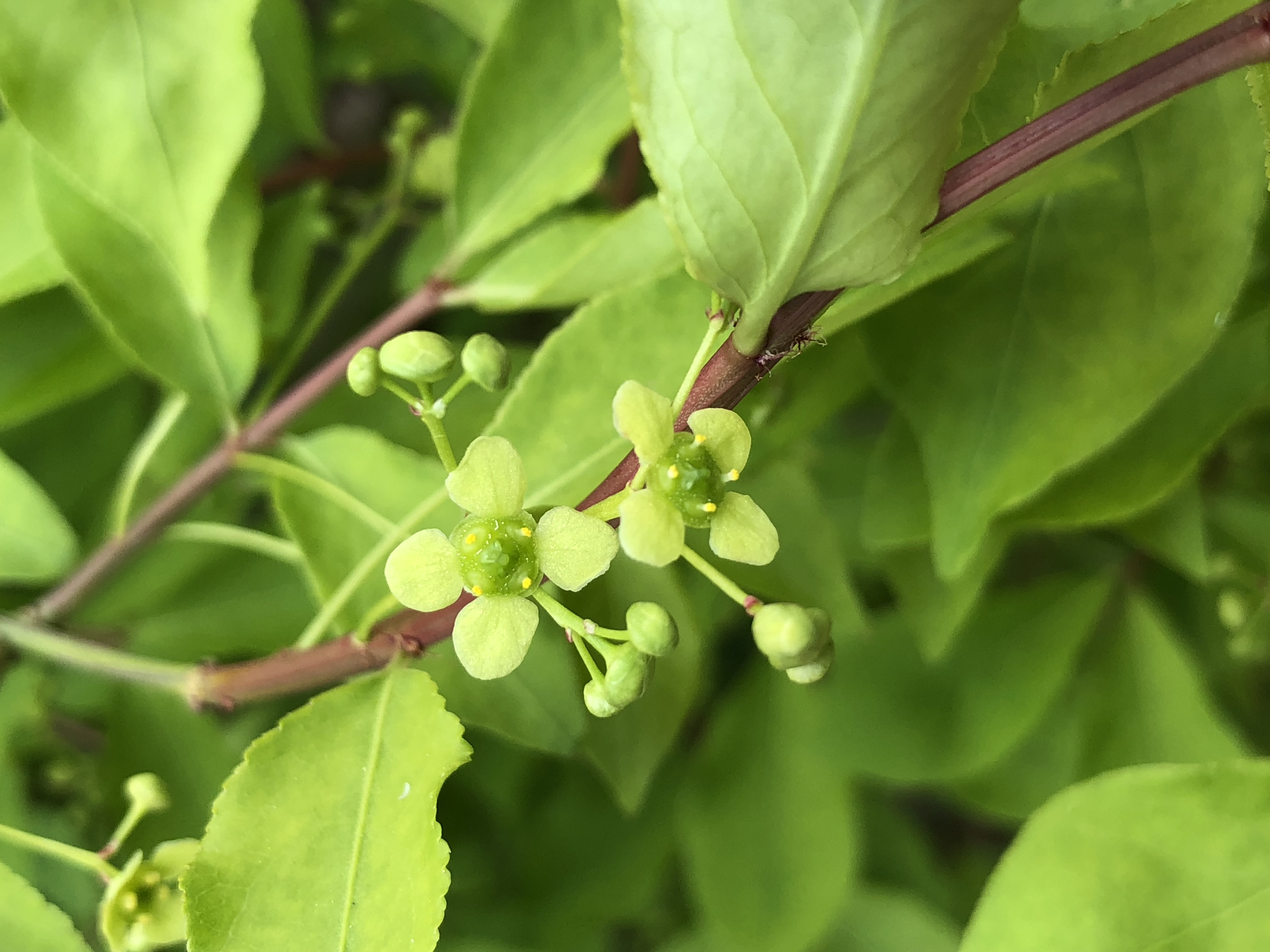
Blütenstand

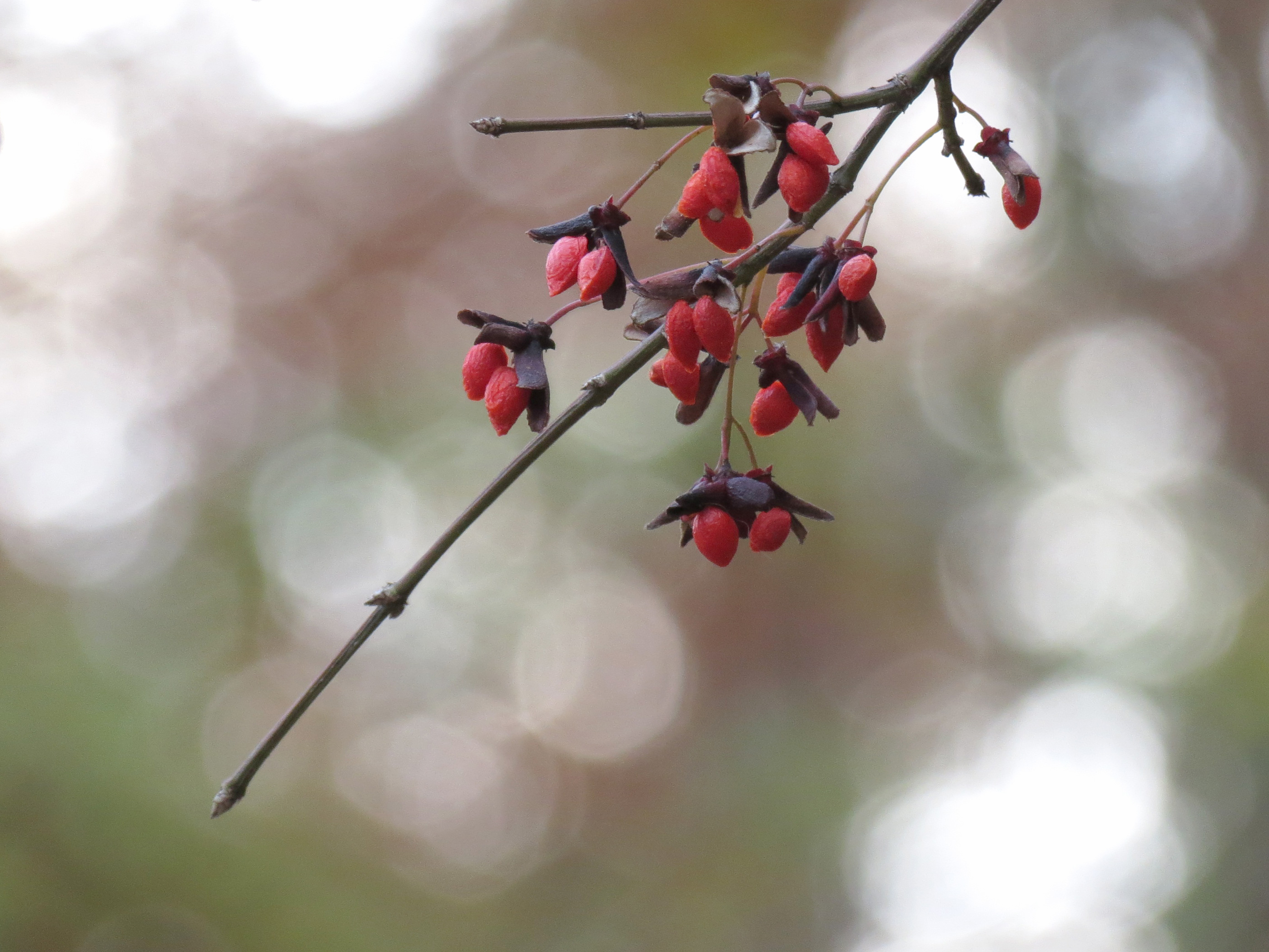
Fruchtstand

Der Flügel-Spindelstrauch (Euonymus alatus), auch Geflügelter Spindelbaum, Korkspindel oder Korkflügelstrauch genannt, ist eine Pflanzenart aus der Familie der Spindelbaumgewächse (Celastraceae). Er kommt ursprünglich aus Japan und Zentralchina.

## Beschreibung
Der Flügel-Spindelstrauch wächst als sommergrüner Strauch, erreicht Wuchshöhen von 2 bis 3,5 Meter und wächst langsam. Im Winter treten die kantigen, mit flügeligen Korkleisten besetzten Zweige besonders zum Vorschein durch das fehlende Laub. Die Rinde ist braun-grau bis grünlich. Die Pflanze ist giftig.
Seine gegenständigen, kurz gestielten bis fast sitzenden und leicht ledrigen, kahlen Laubblätter sind einfach, eiförmig bis verkehrt-eiförmig, spitzig bis zugespitzt und etwa 3 bis 8 cm lang mit oft spitzig gesägtem Rand. Im Sommer fällt der Strauch mit seinen grünen Blättern kaum auf, ist eher unscheinbar. Das ändert sich aber im Herbst, wenn er leuchtend rote Blätter bekommt. Aufgrund dieser spektakulären karminroten Herbstfärbung wird diese Pflanzenart in Amerika auch „Burning Bush“ genannt.
Die Blüten erscheinen in achselständigen, kleinen und wenigblütigen Zymen. Die kleinen, kurz gestielten, grünlich-gelben, duftenden und zwittrigen Blüten mit doppelter Blütenhülle sind vierzählig. Der Kelch ist minimal und die Kronblätter sind ausladend. Es sind sehr kurze Staubblätter, ein oberständiger, mehrkammeriger Fruchtknoten mit sehr kurzem Griffel und kleiner, leicht gelappter Narbe sowie ein fleischiger Diskus vorhanden.
Die Blütezeit reicht von Mai bis Juni. Die kleinen, attraktiven und erst rötlichen bis purpurfarben, später braunen, ledrigen, bis zu dreifächerigen, -lappigen, lokulizidalen Kapselfrüchte mit beständigem Kelch und mit von einem fleischigen, orange-roten Arillus umhüllten, beigen, ellipsoiden Samen kann man im September bis Oktober bewundern. Die Früchte bleiben lange an der Pflanze stehen.
Die Chromosomenzahl beträgt 2n = etwa 40.

## Nutzung
Der Korkflügelstrauch hat mittlerweile als Zierstrauch Einzug in viele Gärten gehalten. Er ist schattenverträglich, lässt sich gut zurückschneiden und ist winterhart. Er wächst auf allen durchlässigen, nicht zu trockenen Gartenböden, wobei er einen sonnigen bis halbschattigen Standort bevorzugt.